# Однажды в Рок-клубе
Однажды в рок-клубе — сборник из четырёх виниловых пластинок. Каждая пластинка имела условное название:
- «Красное на чёрном»
- «Серебро на розовом»
- «Чёрное на зелёном»
- «Золото на голубом»

Записи сделаны вживую на VIII рок-фестивале 7—14 марта 1991 года, посвященном 10-летию Ленинградского Рок-клуба.
На пластинках были представлены различные питерские группы, когда-либо входившие в Рок-клуб. Выпуск винила произведен акционерным обществом по производству грампластинок и магнитофонных компакт-кассет «Русский диск» Архивная копия от 14 августа 2020 на Wayback Machine. Сборник входит в официальную дискографию группы «Аквариум».

## Список композиций

### «Красное на чёрном» Russian disk R60 00457
- Сторона 1

1. Группа «Россияне» — Мерзость
2. ОГПУ им. Юрия Морозова — Идиот
3. Группа «Собака Це Це» — Alcoholic inquisition
4. Группа «НЭП» — Сумасшедшая
5. Группа «Патриархальная выставка» — Эйфория

- Сторона 2

1. Группа «Алиса» — Всё это рок н ролл
2. Группа «Турецкий чай» — Пожизненный блюз (Александр Ляпин — вокал, гитара; Александр Титов — бас-гитара, автор песни; Всеволод Гаккель — виолончель; Михаил «Фан» Васильев — перкуссия; Юрий Николаев — ударные)
3. Группа «Паутина» — Сон свиньи

### «Серебро на розовом» Russian disk R60 00459
- Сторона 1

1. Группа «Народное ополчение» — Резидент
2. Группа «НЗ» — Гонец
3. Группа «Юго-Запад» — С чего ты решила, что я нацист?
4. Группа «Дурное влияние» — Кома
5. Группа «ДДТ» — В это великое время

- Сторона 2

1. Группа «Объект насмешек» — Шашечка
2. Группа «Игры» — Ничего родного
3. Группа «Стиль и Стюарты Копленды»  — Боль
4. Группа «Петля Нестерова» — Соблазн
5. Группа «Кошкин дом» — Хрусталь

### «Чёрное на зелёном» Russian disk R60 00461
1. Группа «НОМ» — Samba Hopkins
2. Группа «Сезон дождей» — РИО
3. Группа «Аукцыон» — Осколки
4. Группа «АВИА» — Голова как мозоль
5. Группа «Джунгли» — Эпитафия
6. Группа «Тайное голосование» — Мухи жужжат
7. Группа «Колибри» — Манера поведения
8. Группа «Корпус 2» — Слепой дождь

### «Золото на голубом» Russian disk R60 00463
- Сторона 1

1. Группа «Тамбурин» — Когда ласковый ветер…
2. Сергей Сидорин — Если свет в ненужности добра
3. Группа «Трилистник» — Ты упал, я не верил (Дюша — вокал, акустическая гитара; Фан — бас; Сергей Щураков — аккордеон; Юрий Николаев — перкуссия; Петр Трощенков — ударные)
4. Группа «Дети» — Русалка
5. Андрей Машнин — Инвалид
6. Р. Г. «Ноль» — Русский рок-н-ролл

- Сторона 2

1. Группа «Два самолёта» — Мамуля
2. Группа «Мифы» — Бананы
3. Группа «Опасные соседи» — Рэггей
4. Ансамбль «Аквариум» — Я — Змея (Борис Гребенщиков — вокал, гитара; Андрей «Дюша» Романов — гитара; Александр Ляпин — гитара; Александр Титов — бас-гитара; Сергей Березовой — бас-гитара; Всеволод Гаккель — виолончель; Андрей «Рюша» Решетин — скрипка; Сергей Щураков — аккордеон; Михаил «Фан» Васильев — перкуссия; Петр Трощенков — ударные).

## Переиздания
- 2001 год — сборник переиздан на CD проектом «МЫ» в сокращённом варианте под названием «10 лет Питерскому рок-клубу» (включает песни «Аквариума» и «Трилистника»).